# Rittiporn Wanchuen
Rittiporn Wanchuen (thailändisch ฤทธิพร หวานชื่น, * 30. August 1995 in Songkhla), auch als Nat bekannt, ist ein thailändischer Fußballspieler.

## Karriere
Rittiporn Wanchuen erlernte das Fußballspielen in der Schulmannschaft der Suankularb Wittayalai School in der thailändischen Hauptstadt Bangkok. 2016 spielte er beim Bangkoker Drittligisten Chamchuri United FC. 2017 wechselte er zum BEC Tero Sasana FC. BEC spielte in der höchsten Liga des Landes, der Thai League. Für den Club absolvierte er 2017 fünf Erstligaspiele. Zum Ligakonkurrenten Muangthong United, der in Pak Kret beheimatet ist, wechselte er 2018. Von hier aus wurde er umgehend an den Zweitligisten Army United ausgeliehen. Der Hauptstadtclub spielte in der zweiten Liga, der Thai League 2. Für die Army stand er 19 Mal auf dem Spielfeld. 2020 wechselte er ebenfalls auf Leihbasis zum Zweitligisten Udon Thani FC nach Udon Thani. Für Udon absolvierte er neun Zweitligaspiele. Direkt im Anschluss wurde er Ende Dezember 2020 an den Erstligisten Suphanburi FC  ausgeliehen. Am Ende der Saison 2021/22 belegte er mit dem Verein aus Suphanburi den 16. Tabellenplatz und musste somit in die zweite Liga absteigen. Zu Beginn der neuen Saison wechselte er direkt im Sommer 2022 auf Leihbasis zum Erstligisten Nakhon Ratchasima FC. Am Ende der Saison 2022/23 musste er mit dem Verein aus Nakhon Ratchasima in die zweite Liga absteigen. Nach dem Abstieg verließ er Korat und wechselte auf Leihbasis zum Erstligaaufsteiger Trat FC. Am Ende der Saison 2023/24 belegte er mit Trat den letzten Tabellenplatz und musste somit in die zweite Liga absteigen. Nach dem Abstieg kehrte er zu Muangthong zurück. Hier wurde sein Vertrag nicht verlängert. Im Juli 2024 nahm ihn der Zweitligist Chanthaburi FC unter Vertrag. Nach einer Saison, in der er 24 Ligaspiele für den Verein aus Chanthaburi bestritt, wechselte er im Sommer 2025 zum Zweitligaaufsteiger Songkhla FC.